# Synagoga w Sierpcu
Synagoga w Sierpcu – główna synagoga sierpeckiej, ortodoksyjnej gminy żydowskiej, znajdująca się dawniej u wylotu dzisiejszej ulicy Żwirki i Wigury, przy zakręcie ulicy 11 Listopada do skrzyżowania ulic Reymonta, Kilińskiego i Górnej.
Synagoga została zbudowana przed rokiem 1858. Podczas II wojny światowej, miasto zostało zajęte przez Niemców 8 września 1939 roku. W nocy z 28 na 29 września 1939 roku (drugiego dnia święta Sukkot), hitlerowcy podpalili synagogę, która doszczętnie spłonęła.
Drewniany budynek synagogi wzniesiono na planie prostokąta, w charakterystycznej dla drewnianych synagog architekturze. Synagoga miała dwie kopuły oraz okna z barwnymi witrażami. Obecnie po synagodze nic się nie zachowało, nawet fundamenty.
W książce 80629 a Mengele Experiment autorstwa Gene’a Churcha przytoczone jest świadectwo byłego mieszkańca Sierpca, Jakowa Skurnika. Opisuje on, jak Niemcy kazali wszystkim Żydom zebrać się wokół płonącej synagogi i ustawić się w linii. Ku swej rozrywce polecili Żydom „odegrać” scenę gaszenia pożaru przy pomocy jednego wiaderka podawanego z rąk do rąk. Gdy zebrani mężczyźni byli już zmęczeni, kazali im tańczyć wokół płomieni. Następnie musieli się rozebrać od pasa w dół i chodzić na czworaka. Najstarszym obcięto brody.
Kolejny opis podaje Elie Wiesel w artykule Praising His Name in the Fire (New York Times, 17 stycznia 1988). Opisuje on historię młodego chłopca, Moszego, który wbiegł do płonącej synagogi, by wynieść z niej Torę. Przyciskając rodały do piersi, wybiegł wprost na wycelowane w niego karabiny hitlerowców. Upadł, nie upuściwszy świętych zwojów, po czym wrócił do synagogi, by spłonąć razem z nią i Torą. Wiesel podaje ten opis jako przykład Kidusz Haszem, czyli uświęcenia Imienia Pańskiego, które potocznie stało się także synonimem męczeństwa za wiarę.